# Curtiss A-3
Curtiss A-3 – amerykański samolot szturmowy z okresu międzywojennego. Powstałe jako wersja rozwojowa samolotu Curtiss Falcon, samoloty z serii A-3 były pierwszymi operacyjnymi samolotami szturmowymi United States Army Air Corp (USAAC). Łącznie, w różnych odmianach, zbudowano 146 samolotów Curtiss A-3, służyły w latach 1927-1937.

## Historia
Zaprojektowany przez Rexa Biesela, pierwszy Falcon (dosł. sokół) wzbił się w powietrze w 1924. Z wojskowym oznaczeniem XO-1 samolot wziął udział w konkursie na pierwszy samolot obserwacyjny USAAC, i pomimo że nie wygrał konkursu (zwyciężył Douglas O-2), to zamówiono jego produkcję seryjną w kilku różnych wersjach.
W 2 sierpnia 1926 USAAC zwrócił się do Curtissa aby jeden z obserwacyjnych O-1B został przebudowany na samolot szturmowy. Zmiany polegały tylko na wzmocnieniu uzbrojenia o dwa nieruchome karabiny maszynowe strzelające do przodu (zostały umieszczone w dolnym skrzydle tuż za dyskiem śmigła i nie wymagały synchronizacji) i zaczepy na 200 funtów (90 kg) bomb umieszczone pod skrzydłami. Tak zmodyfikowany samolot został ukończony 31 października 1927, otrzymał oznaczenie XA-3 i został dostarczony do bazy lotniczej McCook Field, gdzie wziął udział w testach USAAC wraz z Douglasem XA-2. Z powodu bardzo charakterystycznego, ostrego kołpaka śmigła samolot znany był jako „Eversharp Pencil” („ołówek mechaniczny”).

### A-3/A-3A/A-3B

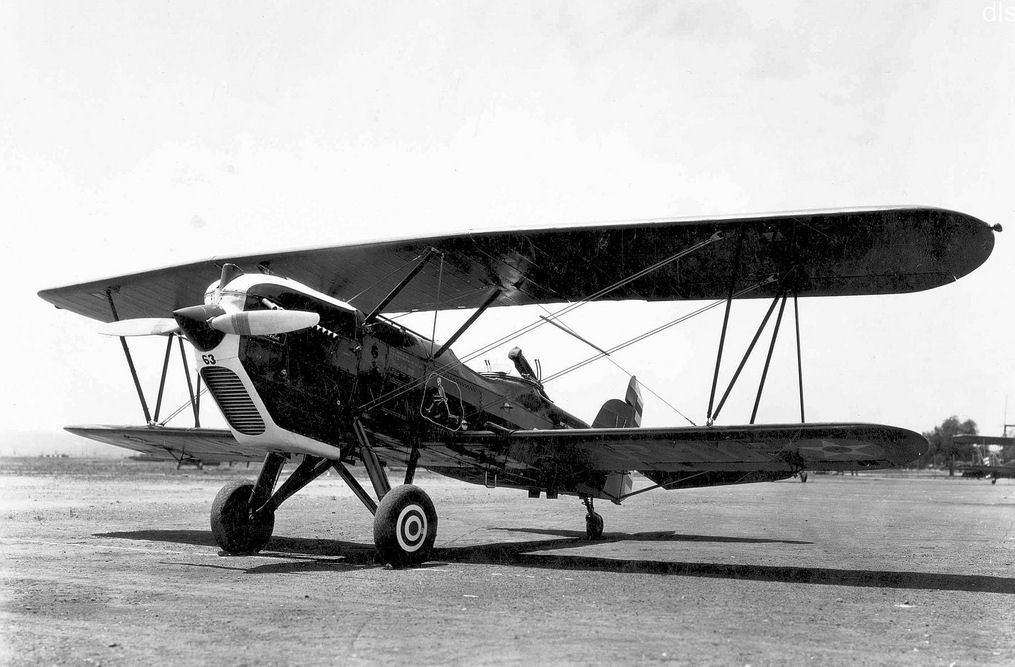
Curtiss A-3B

Po zwycięstwie XA-3, Curtiss otrzymał trzy osobne kontrakty za konstrukcję 66 samolotów tego typu z numerami seryjnymi 27-243/262 (20 sztuk), 27-298/317 (20), 28-83/108 (26). Zamówienie na pierwszych 66 samolotów zostało zrealizowane do końca 1929.
Sześć samolotów z tej serii (numery seryjne 27-306, 310, 315, 28-116/118), otrzymało podwójny komplet urządzeń sterujących i służyło do nauki pilotażu pod oznaczeniem A-3A.
Następne zamówienie opiewało na 77 samolotów w wersji A-3B (numery seryjne 30-1/28, 30-231/280), która bazowała na ulepszonym Falconie O-1E. W tej wersji samolot był staranniej wykończony aerodynamicznie, miał wyważone stery, pneumatyczne amortyzatory kół i dwa dodatkowe karabiny maszynowe 7,62 mm umieszczone w górnej części owiewki silnika i zsynchronizowane ze śmigłem oraz 36-galonowy (136 litrów) zewnętrzny zbiornik paliwa pod kadłubem. 77 samolotów w tej wersji zostało dostarczonych do końca 1930.
Samoloty A-3 i A-3B służyły w trzech dywizjonach 3rd Attack Group (3 Grupy Szturmowej) stacjonującej w Fort Crockett, a także w 26th Attack Squadron (26 Dywizjonie Szturmowym) na Hawajach. Samoloty tego typu zostały wycofane z czynnej służby w 1936, ostatni egzemplarz (numer seryjny 30-13) został złomowany w październiku 1937, łącznie spędził w powietrzu 2850 godzin. Jeden samolot (numer seryjny 30-1) został przebudowany do wersji 0-1E.

### XA-4

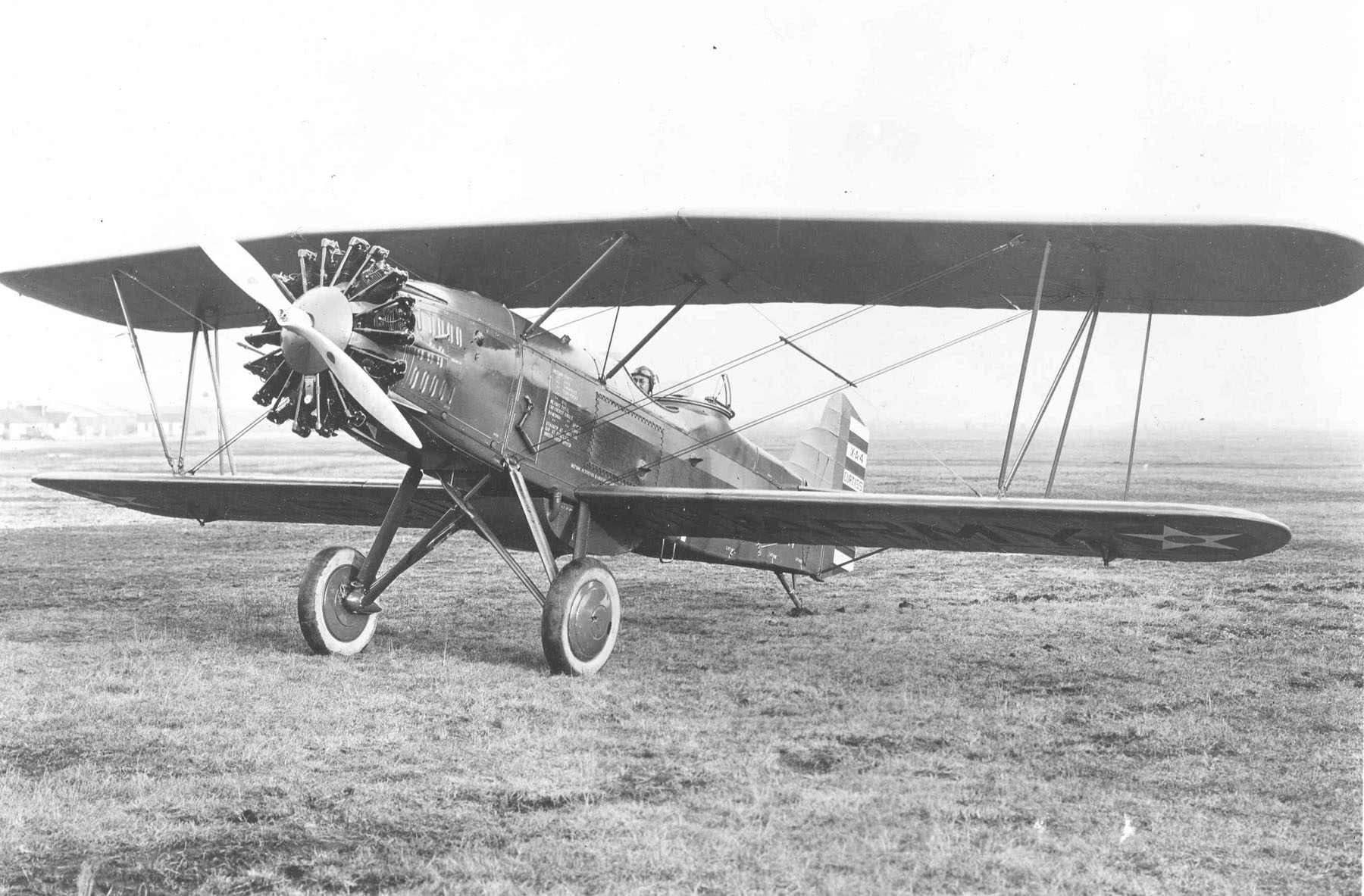
Curtiss XA-4

Jeden z A-3 (number seryjny 27-244) został w 1927 przebudowany na XA-4, który różnił się od A-3 szczegółami konstrukcyjnymi i rodzajem silnika - A-3 napędzany był silnikiem rzędowym typu Curtiss V-1150, a napęd XA-4 stanowił silnik gwiazdowy typu Pratt & Whitney R-1340 Wasp o mocy 440 KM. XA-4 nie został zamówiony do produkcji seryjnej, ale w późniejszym czasie dwa egzemplarze tego samolotu zostały zakupione przez United States Navy, gdzie otrzymały oznaczenie XF8C-1. XA-4 dostarczony USAAC został złomowany w marcu 1932 po wylataniu 327 godzin.

### XA-5/6
Oznaczenia XA-5 i XA-6 zostały zarezerwowane dla planowanych, ale nigdy nie zbudowanych wersji rozwojowych A-3 z innymi silnikami:
- XA-5 miał być napędzany silnikiem Curtiss Conqueror[7]
- XA-6 miał być napędzany silnikiem Curtiss H-1640-1 Chieftain[8].

## Opis konstrukcji
Samoloty z serii Curtiss A-3 powstały jako wersja rozwojowa samolotu Curtiss Falcon.
Załogę samolotu stanowiły dwie osoby, siedzący w osobnych, otwartych kokpitach pilot i obserwator/strzelec.
W wersji A-3 uzbrojenie obronne samolotu składało się z ruchomych, podwójnie sprzężonych karabinów maszynowych Lewis w wersji o kalibrze 7,62 mm na obrotnicy Scarffa, w wersji A-3B uzbrojenie obronne stanowił pojedynczy Browning M1919. A-3 miał dwa nieruchome karabiny maszynowe Browning M1919 w dolnym skrzydle strzelające poza tarczą śmigła, wersja A-3B miała dwa dodatkowe karabiny maszynowe w górnej części owiewki silnika i zsynchronizowane ze śmigłem. Samolot mógł przenosić do 200 funtów (90 kg) bomb na zaczepach pod skrzydłami.

## Dane taktyczno-techniczne
|                            | A-3/A-3A       | XA-4                     | A-3B             |
| -------------------------- | -------------- | ------------------------ | ---------------- |
| Silnik                     | Curtiss V-1150 | Pratt & Whitney R-1340-1 | Curtiss V-1150-5 |
| Moc silnika (KM)           | 435            | 410                      | 435              |
| Rozpiętość skrzydeł (m)    | 11,58          | 11,58                    | 11,58            |
| Długość (m)                | 8,31           | 8,63                     | 8,31             |
| Wysokość (m)               | 3,07           | 3,2                      | 3,12             |
| Powierzchnia skrzydeł (m²) | 32,6           | 32,6                     | 32,6             |
| Masa własna (kg)           | 1185           | -                        | 1316             |
| Masa startowa (kg)         | 1985           | 1866 - 2002              | 2030             |
| Prędkość maksymalna (km/h) | 227            | 221 - 225                | 224              |
| Prędkość przelotowa (km/h) | 186            | 180                      | 178              |
| Prędkość wznoszenia (m/s)  | 5,3            | -                        | 4,81             |
| Pułap operacyjny (m)       | 4755           | 4876 - 5166              | 4390             |
| Zapas paliwa (l)           | -              | -                        | 378              |
| Zasięg (km)                | 1013           | 1046                     | 1041             |

## Modele
Lista modeli, numerów seryjnych i liczby wyprodukowanych egzemplarzy:
| Model | Numer seryjny                                  | Liczba egzemplarzy | Uwagi                                                |
| ----- | ---------------------------------------------- | ------------------ | ---------------------------------------------------- |
| XA-3  | -                                              | 1                  | Eksperymentalny model zbudowany na konkurs           |
| A-3   | 27-243/262, 27-298/317, 28-83/108              | 66                 | Pierwsza wersja produkcyjna bazująca na Curtiss O-1B |
| A-3A  | 27-306, 27-310, 27-315, 28-116, 28-117, 28-118 | 6                  | Przebudowane A-3 z podwójnymi sterami                |
| A-3B  | 30-001/30-028, 30-231/30-280                   | 78                 | Druga wersja produkcyjna bazująca na Curtiss O-1E    |
| XA-4  | 27-244                                         | 1                  | Przebudowany A-3                                     |
| XA-5  | -                                              | 0                  | Planowana wersja Curtiss XO-16                       |
| XA-6  | -                                              | 0                  | Planowana wersja Curtiss XO-18                       |